# 7. korpus NOVJ
7. korpus NOVJ je bil med drugo svetovno vojno eden od korpusov NOVJ, ki je deloval na območju Dolenjske, Bele krajine, Notranjske in Slovenske Istre. Formiran je bil 3. oktobra 1943.

## Sestava
V času nastanka so 7. korpus sestavljale 14., 15. in 18. divizija NOVJ. Korpus so sestavljali tudi Dolenjski, Belokranjski, Notranjski in Kočevski odred. 14. divizija se je od korpusa ločila januarja 1944 in odšla na Štajersko. 
7. maja 1944 je bila v sestavu korpusa formirana tudi Artilerijska brigada, poleti 1944 Podoficirska šola in nekaj kasneje tudi Dopolnilni bataljon. Decembra 1944 se je v sestavu korpusa borila tudi brigada »Fontanot« in Avstrijski bataljon. Sredi aprila 1945 sta se 1. divizija »Garibaldi Natisone« in brigada »Fontanot« združili v novo divizijo z imenom Divizija »Garibaldi Fontanot«. Ob koncu vojne je bila znotraj korpusa formirana še Inženirska brigada.

## Vojna oblast
7. korpusu je bila podrejena Vojna oblast z vojnimi področji ter komandami mest.
Z odredbo GŠ NOV in POS z dne 13. septembra 1943 je bila na osvobojenem ozemlju organizirana zaledna vojaška oblast: komande vojnih oblasti, komande vojnih področij, komande mest, partizanske straže in Narodna zaščita. Pri komandah vojnih področij so bila ustanovljena vojaška področna sodišča. Na področju Vojne oblasti 7. korpusa so bile ustanovljene naslednje komande vojnih področij in mest:
- Komanda Belokranjskega vojnega področja - ustanovljena z odredbo GŠ NOV in POS 13. septembra 1943. V to vojno področje so spadale komande mest: Črnomelj, Metlika, Vinica in Stari trg ob Kolpi.
- Komanda Ribniškega vojnega področja - ustanovljena z odredbo GŠ NOV in POS dne 7. oktobra 1943. 14. aprila 1944 se je Ribniško vojno področje preimenovalo v Notranjsko vojno področje. Pod to vojno področje so spadale komande mest: Ribnica, Velike Lašče, Kočevje in Stari trg na Notranjskem.
- Komanda Novomeškega vojnega področja - ustanovljena z odredbo GŠ NOV in POS 13. septembra 1943. 14. aprila 1944 se je Novomeško vojno področje preimenovalo v Dolenjsko vojno področje, vanj pa so spadale komande mest Novo mesto, Žužemberk in Trebnje.

- Komanda Istrskega vojnega področja, ki je 28. januarja 1945 prešla pod komando Vojne oblasti 9. korpusa NOVJ.

## Organizacija
- štab
- politkomisar
- operativni odsek
- obveščevalni odsek
- personalni odsek
- inženirsko-tehnični odsek
- šifrerski odsek
- propagandni odsek
- sanitetni odsek
- sodni odsek
- odsek za vojni plen
- odsek za zveze
- odsek za intedanturo

## Razformiranje
Štab korpusa je bil ukinjen 21. maja 1945, 15. in 18. divizija pa sta takrat prešli v sestav 3. armade JA.